# کوزلوویتسه (ناحیه فریدک-میستک)
کوزلوویتسه (به چکی: Kozlovice) یک منطقهٔ مسکونی در جمهوری چک است که در ناحیه فریدک-میستک واقع شده‌است.